# Olaf Wiest
Olaf Wiest (* vor 1965 in Neuwied) ist ein deutschamerikanischer Chemiker und seit 2005 Professor für theoretische organische Chemie an der University of Notre Dame (USA).

## Leben
Olaf Wiest diplomierte 1991 an der Universität Bonn zum Diplom-Chemiker. An derselben Universität wurde er 1993 zum Doktor der Naturwissenschaften promoviert. Thema seiner Doktorarbeit war die Radikalkationenkatalysierte Diels-Alder-Reaktion mit Indolen. Seine Forschungsinteressen liegen im Bereich der physikalischen und theoretischen organischen Chemie, im Speziellen in der computergestützten Molekülstrukturaufklärung.